# Ingvar Rydell
Ingvar Rydell (Bäcke, 1922. május 7. – Höllviken, 2013. június 20.) világbajnoki és olimpiai bronzérmes svéd labdarúgó, csatár.

## Pályafutása

### Klubcsapatban
A Billingsfors IK és a Malmö FF labdarúgója volt. A malmői csapattal négy bajnok címet szerzett és 1949–50-ben a bajnokság gólkirálya lett.

### A válogatottban
14 alkalommal szerepelt a svéd válogatottban. Tagja volt az 1950-es brazíliai világbajnokságon és a helsinki olimpián bronzérmet szerzett csapatnak.

## Sikerei, díjai
Svédország
- Világbajnokság
  - bronzérmes: 1950, Brazília
- Olimpiai játékok
  - bronzérmes: 1952, Helsinki

 Malmö FF
- Svéd bajnokság
  - bajnok (4): 1948–49, 1949–50, 1950–51, 1952–53
  - gólkirály: 1949–50